# São Pedro do Iguaçu
São Pedro do Iguaçu est une municipalité brésilienne située dans l'État du Paraná.